# Wydrza Kępa
Wydrza Kępa ['vɨdʒa 'kɛmpa] (deutsch Treumanns Wiese) ist eine Insel im Rückseitendelta der Swine in Polen. Sie liegt südlich des Dorfes Przytór (Pritter) zwischen den Swinearmen Gęsia und Kacza. Die Insel ist unbewohnt und steht wegen ihrer vielen Tierarten besonderen Schutz bietenden Natur (insbesondere Vogelbrutgebiete) unter Naturschutz.